# Finał Pucharu Polski w piłce nożnej 1951
Finał Pucharu Polski w piłce nożnej 1951 – mecz piłkarski kończący rozgrywki 2. edycji krajowego pucharu, mający na celu wyłonienie ich triumfatora i - po raz jedyny w historii polskiego futbolu - równocześnie mistrza Polski (na wzór radziecki), rozegrany 16 września 1951 na Stadionie Wojska Polskiego w Warszawie pomiędzy Unią Chorzów oraz Gwardią Kraków. Zwycięzcą spotkania, a tym samym zdobywcą pucharu kraju i oficjalnym mistrzem Polski została Unia Chorzów (zwycięzca I ligi sezonu 1951 otrzymywał jedynie tytuł mistrza ligi).

## Droga do finału
| Unia Chorzów | Unia Chorzów          | Unia Chorzów | Runda       | Gwardia Kraków | Gwardia Kraków      | Gwardia Kraków |
| Data         | Przeciwnik            | Wynik        | Runda       | Data           | Przeciwnik          | Wynik          |
| ------------ | --------------------- | ------------ | ----------- | -------------- | ------------------- | -------------- |
| 25.03.1951   | LZS Grzybowice        | 5:2          | 1/16 finału | 25.03.1951     | Flota Gdynia        | 3:2            |
| 13.05.1951   | Zarząd Portu Szczecin | 5:1          | 1/8 finału  | 13.05.1951     | Włókniarz Pabianice | 8:0            |
| 21.08.1951   | Włókniarz Łódź        | 2:0          | Ćwierćfinał | 21.08.1951     | Włókniarz Kraków    | 2:0            |
| 08.09.1951   | Budowlani Chorzów     | 4:2 pd       | Półfinał    | 09.09.1951     | Kolejarz Warszawa   | 2:1            |

## Tło
4 grudnia 1949, podczas 34. Nadzwyczajnego Walnego Zgromadzenia PZPN w Warszawie, postanowiono na wzór sowiecki przeprowadzać rozgrywki o Puchar Polski w cyklu dwuletnim. 21 lutego 1950 Zarząd PZPN zatwierdził ich regulamin, a 29 kwietnia 1950 odbyły się inauguracyjne spotkania. 4 lutego 1951 – podczas 35. Walnego Zgromadzenia PZPN w Warszawie – podjęto uchwałę, by wyniki trwającego PP (ale jeszcze przed fazą centralną, od której rywalizację rozpoczynali najlepsi) uznać za mistrzostwa Polski, zaś zdobywcy pucharu przyznać jednocześnie tytuł mistrza kraju. Stało się to po raz pierwszy i jedyny w historii rodzimej piłki. Nieświadomi niczego inicjatorzy pomysłu, wzorów dla swego postępowania szukali oczywiście w ZSRR, jednak w rzeczywistości identyczna koncepcja narodziła się w XIX-wiecznej Anglii. Tam bowiem znacznie bardziej prestiżowe od najwyższego szczebla ligowego były rozgrywki Pucharu Federacji, czyli krajowego pucharu. Faktem jest, iż edycja Pucharu Polski 1950/51 była wyjątkowa. Według oficjalnych danych związku (tak naprawdę nie do końca wiarygodnych) wzięło w niej udział 106 704 zawodników, grających w 7716 drużynach, co bezspornie należy uznać za wielki sukces propagandowy. Dzięki Pucharowi Polski „wielka piłka” mogła dotrzeć do najmniejszych miejscowości, a mecze posiadały możliwie najlepszą oprawę, stając się przy okazji „małymi lokalnymi świętami sportu”. Główne trofeum ufundował ówczesny prezydent RP Bolesław Bierut (walczono o nie później aż do edycji 1988/89 włącznie). W finale rozgrywek zmierzyły się Unia Chorzów i Gwardia Kraków. Faworytem była druga z tych drużyn, wówczas lider ekstraklasy (Unia Chorzów zajmowała wtedy 7. miejsce), która ponadto w ostatnich 7 meczach pomiędzy tymi drużynami wygrywała trzykrotnie (cztery pojedynki zakończyły się remisem).

## Mecz

### Przebieg meczu
Mecz odbył się 16 września 1951 (ostatni dzień Ogólnopolskiej Spartakiady) o godz. 16:00 na Stadionie Wojska Polskiego w Warszawie. Sędzia głównym spotkania był Władysław Przybysz z Bydgoszczy. Przez cały mecz przewaga w grze była po stronie Unii. W 7. minucie jej napastnik Henryk Alszer pięknym i dalekim strzałem pokonał bramkarza drużyny przeciwnej Jerzego Jurowicza, otwierając wynik. W 32. minucie napastnik Gwardii Józef Kohut po wspólnej akcji z Zdzisławem Mordarskim oddał groźny strzał w stronę bramki Edwarda Szymkowiaka, który wykazał się efektowną obroną, zbierając gromkie oklaski od publiczności. W 48. minucie zawodnik Gwardii Zbigniew Jaskowski po przypadkowym zderzeniu z Czesławem Suszczykiem odniósł kontuzję, zostając zastąpiony przez Rudolfa Patkoló. W 49. minucie napastnik Unii Eugeniusz Kubicki zmarnował okazję do zdobycia gola, przestrzeliwując piłkę z kilku metrów, natomiast w 61. minucie obrońca Gwardii Mieczysław Szczurek ostro zatrzymał napastnika drużyny przeciwnej Gerarda Cieślika, w wyniku czego ten przez dwie minuty został wyłączony z gry, a po powrocie na boisko publiczność przywitała go z entuzjazmem. W 83. minucie napastnik Unii Eugeniusz Kubicki uwolnił się spod kontroli Jana Wapiennika, po czym celnie podał do Henryka Alszera, który przedłużył podanie do Jana Przecherki, który celnie strzelił w lewy róg bramki, ustalając wynik spotkania.

### Szczegóły meczu
| 16 września 1951 16:00 | Unia Chorzów · Alszer 7' · Przecherka 83' | 2:01:0Raport | Gwardia Kraków | Stadion Wojska Polskiego, Warszawa Widzów: 35 000 Sędzia: Władysław Przybysz (Bydgoszcz) |
|                        |                                           |              |                |                                                                                          |

| Unia Chorzów      |  |                   |  |     |
|                   |  |                   |  |     |
| BR                |  | Edward Szymkowiak |  |     |
| OB                |  | Henryk Bartyla    |  |     |
| OB                |  | Jerzy Bomba       |  |     |
| OB                |  | Czesław Suszczyk  |  |     |
| PO                |  | Edward Cebula     |  |     |
| PO                |  | Hubert Jacek      |  |     |
| NA                |  | Jan Przecherka    |  | 84' |
| NA                |  | Gerard Cieślik    |  |     |
| NA                |  | Henryk Alszer     |  |     |
| NA                |  | Franciszek Tim    |  |     |
| NA                |  | Eugeniusz Kubicki |  |     |
| Rezerwowi:        |  |                   |  |     |
| NA                |  | Jerzy Skorupa     |  | 84' |
| Trener:           |  |                   |  |     |
| Ryszard Koncewicz |  |                   |  |     |

| Gwardia Kraków |  |                     |  |     |
|                |  |                     |  |     |
| BR             |  | Jerzy Jurowicz      |  |     |
| OB             |  | Mieczysław Dudek    |  |     |
| OB             |  | Stanisław Flanek    |  |     |
| OB             |  | Jan Wapiennik       |  |     |
| PO             |  | Mieczysław Szczurek |  |     |
| PO             |  | Józef Mamoń         |  |     |
| NA             |  | Zbigniew Kotaba     |  |     |
| NA             |  | Zbigniew Jaskowski  |  | 48' |
| NA             |  | Józef Kohut         |  |     |
| NA             |  | Mieczysław Gracz    |  |     |
| NA             |  | Zdzisław Mordarski  |  |     |
| Rezerwowi:     |  |                     |  |     |
| NA             |  | Rudolf Patkoló      |  | 48' |
| Trener:        |  |                     |  |     |
| Michał Matyas  |  |                     |  |     |

| Puchar Polski w piłce nożnej 1950/1951 Zwycięzcy |
| ------------------------------------------------ |
| Unia Chorzów 1. tytuł                            |

| Mistrz Polski 1951    |
| --------------------- |
| Unia Chorzów 6. tytuł |

## Po meczu
Triumfatorem rozgrywek została Unia Chorzów, która równocześnie została mistrzem Polski. Trofeum wręczył przewodniczący GKKF Tadeusz Karuga kapitanowi zwycięskiego klubu, Gerardowi Cieślikowi.
Swój epilog ten mecz miał cztery dekady później. 11 czerwca 1989 – podczas warszawskiego 62. Walnego Zgromadzenia PZPN – działacze „Białej Gwiazdy” wnioskowali bowiem o unieważnienie związkowych postanowień z lutego 1951 r. i przyznanie ich klubowi (jako ówczesnemu zwycięzcy ligi) tytułu mistrza Polski (kosztem chorzowian). Uznając, iż nie mają żadnych szans powodzenia w czasach PRL, zdecydowali się na to dopiero w „nowej Polsce”. Ich petycja została jednak rozpatrzona negatywnie, bowiem zasady walki o krajowy czempionat znane były jeszcze przed rozpoczęciem decydujących gier.